# Борковський Олександр Михайлович
Борко́вський Олекса́ндр Михайлович, Борковський Олександер (псевдоніми: Олекса Сторожинський, Українець та ін., *23 березня 1841, с. Загутин біля м. Ряшів, нині Польща — 5 жовтня 1921, с. Ваньковичі, нині Самбірського району Львівської області) — український громадський діяч, педагог, публіцист, перекладач, один із піонерів відродження Галичини.

## Біографічні відомості
Народився 23 березня 1841 в селі Загутин біля м. Ряшів (нині Польща).
Працював директором гімназій в Дрогобичі. У 1886—1897 роках був редактором журналу «Зоря». Співзасновник і з 1896 до 1911 року співредактор газети «Діло». Разом з Михайлом Грушевським, Іваном Франком, Осипом Маковеєм Олександр Борковський був одним із співзасновників «Літературно-наукового вісника» (Львів). Один із засновників товариства «Просвіта». Входив до партії народовців, а також Української Національно-Демократичної Партії.
Помер 5 жовтня 1921 в с. Ваньковичі, нині Самбірського району Львівської області.